# Miss Europe 1960

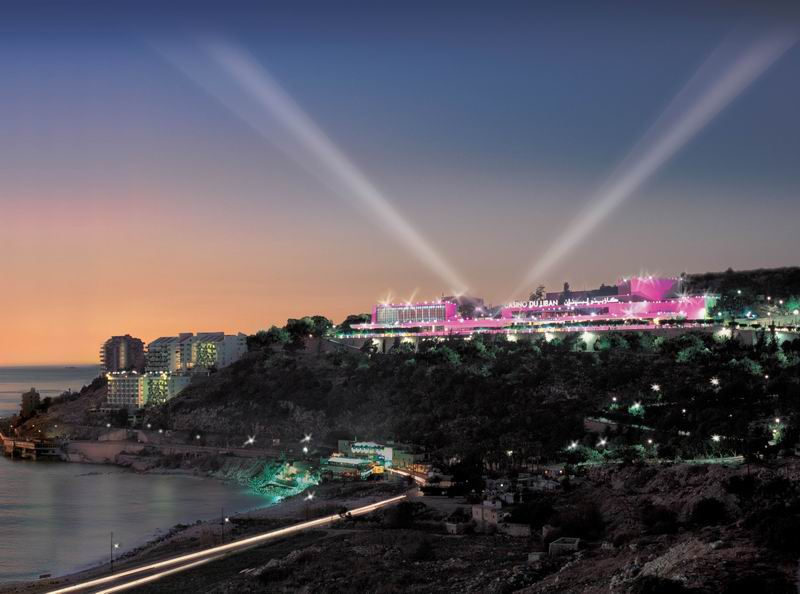
Das Casino du Liban in Beirut, Ort der Veranstaltung

Der Wettbewerb um die Miss Europe 1960 war der zwölfte, den die Mondial Events Organisation (MEO) durchführte. Sie war von den Franzosen Roger Zeiler und Claude Berr ins Leben gerufen worden, hatte ihren Sitz in Paris und organisierte den Wettbewerb bis 2002.
Die Kandidatinnen waren in ihren Herkunftsländern von nationalen Organisationskomitees ausgewählt worden, die mit der MEO Lizenzverträge abgeschlossen hatten.
Die Veranstaltung fand am 11. Juni 1960 im Casino du Liban in Beirut statt. Es gab 17 Bewerberinnen.
| Land                    | Schreibweise bei Pageantopolis | Schreibweise in der Heimatsprache | Teilnahme an weiteren Wettbewerben |
| ----------------------- | ------------------------------ | --------------------------------- | ---------------------------------- |
| Platzierungen           |                                |                                   |                                    |
| 1. Italien              | Anna Ranalli                   | Anna Ranalli                      |                                    |
| 2. BR Deutschland       | Rita Simon                     |                                   |                                    |
| 3. Schweden             | Monica Abrahamsson             | Monica Abrahamsson                |                                    |
| 4. Österreich           | Luise Kammermeier              | Luise Kammermeier                 |                                    |
| 5. Frankreich           | Brigitte Barazer de Lannurien  | Brigitte Barazer de Lannurien     | Miss International 1961            |
| Weitere Teilnehmerinnen |                                |                                   |                                    |
| Belgien                 | Diane Hidalgo                  | Diane Hidalgo                     | Miss World 1959                    |
| Dänemark                | Tina Annelise Pedersen         |                                   |                                    |
| England                 | Joan Ellinor Boardman          | Joan Ellinor Boardman             | Miss Universe 1960: Semifinale     |
| Finnland                | Marja-Leena Manninen           | Maija-Leena Manninen              | Miss Universe 1960                 |
| Griechenland            | Tzeni Loukea                   | Τζένη Λουκέα (Tzeni Loukea)       |                                    |
| Holland                 | Ansje Schoon                   | Ans Schoon                        |                                    |
| Island                  | Edda Jonsdóttir                | Edda Jónsdóttir                   |                                    |
| Luxemburg               | ?                              |                                   |                                    |
| Norwegen                | Ragnhild Aass                  | Ragnhild Aass Loven               | Miss Universe 1960: Semifinale     |
| Schweiz                 | Eliane Maurath                 | Éliane Maurath                    | Miss Universe 1960: Semifinale     |
| Spanien                 | Herrera Dávila-Núñez           | Elena Herrera Dávila-Núñez        | Miss International 1960            |
| Türkei                  | ?                              |                                   |                                    |